# Paróquias Patriarcais na Itália
Paróquias Patriarcais na Itália (em russo:  Патриаршие приходы в Италии) ou Paróquias do Patriarcado de Moscou na República Italiana (em russo:  Приходы Московского патриархата в Итальянской Республике, em italiano: Parrocchie del Patriarcato di Mosca in Repubblica Italiana) (também Paróquias italianas do Patriarcado de Moscou, Igreja Ortodoxa Russa na Itália, em italiano: Chiesa Ortodossa Russa na Itália) é uma divisão canônica da Igreja Ortodoxa Russa, unindo as paróquias do Patriarcado de Moscou na Itália, Malta e San Marino.
A Secretaria da Administração trabalha em Roma para auxiliar o bispo administrador. As instalações do secretariado estão localizadas no primeiro andar do complexo paroquial da Igreja da Grande Mártir Catarina em Roma.
Esta instituição não inclui o Metóquio estauropegial de São Nicolau, o Milagroso em Bari.

## Paróquias
60 paróquias, em 2018, excluindo a paróquia estauropegial de São Nicolau, em Bari.

## Administradores
- Inocêncio (Vasiliev) (2007 - 2010) - Bispo de Quersoneso;
- Nestor (Sirotenco) (2010 - 2013) - Bispo de Quersoneso;
- Marco (Golovkov) (2013 - 2015) - Arcebispo de Yegorievski;
- Antonio (Sevriuk) (2015 - 2017);
- Mateus (Andreev) (2017);
- Antonio (Sevriuk) (2017 - 15 de outubro de 2018) - Arcebispo de Viena;
- João (Roshchin) (2018 - 30 de maio de 2019), de 28 de dezembro de 2018 - Metropolita de Quersoneso;
- Antonio (Sevriuk) (2019 -) - Metropolita de Quersoneso.